# Țar Asen, Pazardjik
Țar Asen (în bulgară Цар Асен) este un sat în comuna Pazardjik, regiunea Pazardjik,  Bulgaria. 

## Demografie
Componența etnică a satului Țar Asen
     Bulgari (99,28%)
     Nicio identificare (0,71%)
     Altele (0%)
La recensământul din 2011, populația satului Țar Asen era de 281 locuitori. Din punct de vedere etnic, majoritatea locuitorilor (99,28%) erau bulgari. Pentru 0,71% din locuitori nu este cunoscută apartenența etnică.